# Astrothrombus
Astrothrombus is een geslacht van slangsterren uit de familie Gorgonocephalidae.

## Soorten
- Astrothrombus chrysanthi Matsumoto, 1918
- Astrothrombus rigens (Koehler, 1910)
- Astrothrombus rugosus H.L. Clark, 1909
- Astrothrombus vecors (Koehler, 1904)